# Цзянси
Цзянси́ (кит. упр. 江西, пиньинь Jiāngxī) — провинция на юго-востоке Китая. Власти провинции размещаются в Наньчане. Согласно переписи 2020 года в Цзянси проживало 45,188 млн человек. 

## География
Провинция Цзянси граничит с провинциями Аньхой на севере, Чжэцзян на северо-востоке, Фуцзянь на востоке, Гуандун на юге, Хунань на западе и Хубэй на северо-западе.
Занимаемая провинцией площадь — около 170 000 км². При этом леса занимают 102 102 км², или 61,16 % всей территории провинции.
В провинции Цзянси расположено озеро со второй в Китае площадью поверхности — Поянху, а также протекают реки Ганьцзян, Синьцзян и Сюшуй. Рельеф провинции Цзянси представляет собой равнинный бассейн озера Поянху, с востока, юга и запада обрамлённый горами.
Климат тёплый и влажный субтропический муссонный. Среднегодовая температура воздуха — от 16 до 20 градусов Цельсия, а среднегодовое количество осадков — от 1400 до 1900 миллиметров.

## История
После того, как в XIII веке китайские земли были завоёваны монголами, власти монгольской империи Юань разделили страну на крупные регионы, управляемые син-чжуншушэнами. Одной из этих управляющих структур стал Цзянсиский син-чжуншушэн (江西行中书省), управлявший основной частью территорий современных провинций Цзянси и Гуандун.
После свержения власти монголов и образования империи Мин поначалу были сохранены административные структуры империи Юань. Однако уже в 1376 году вместо син-чжуншушэнов провинции стали управляться чиновниками в ранге бучжэнши (布政使), и при этом гуандунские земли были переданы под управление отдельного чиновника-бучжэнши, в результате чего провинция Цзянси приобрела современные границы.
После падения империи Цин провинция стала опорой китайских коммунистов и крестьян, примкнувших к революции. 1 августа 1927 состоялось Наньчанское восстание. Позднее часть провинции заняли коммунисты, в 1931 была образована Китайская Советская Республика с центром в Жуйцзине, который называли «Красной столицей». В 1935 коммунисты после серии поражений были вытеснены, после чего начался Великий Поход легендарной Восьмой Армии в Яньань.
В период сопротивления японской агрессии (1937—1945) провинция была оккупирована японцами. В мае — августе 1949 года, в ходе гражданской войны, Народно-освободительная армия Китая выбила из Цзянси силы Гоминьдана.

## Население
По данным переписи населения КНР 2020 года численность постоянного населения провинции составляла 45,188,635 человек. Среди общей численности населения провинции численность китайцев-ханьцев составляет более 99 %. Также в Цзянси проживает 55 этнических меньшинств. Среди них относительно большую численность имеют шэ, мяо и хуэй. Также имеются яо, дуны, туцзя, буи, чжуаны, маньчжуры, монголы и корейцы.
Первые пять народностей провинции Цзянси по численности населения согласно переписи населения КНР 2010 года были следующие:
| Народность | Население  | Процент |
| ---------- | ---------- | ------- |
| ханьцы     | 44 415 487 | 99,66 % |
| шэ         | 91 068     | 0,20 %  |
| мяо        | 9125       | 0,020 % |
| хуэй       | 8902       | 0,020 % |
| чжуаны     | 7979       | 0,018 % |

### Языки

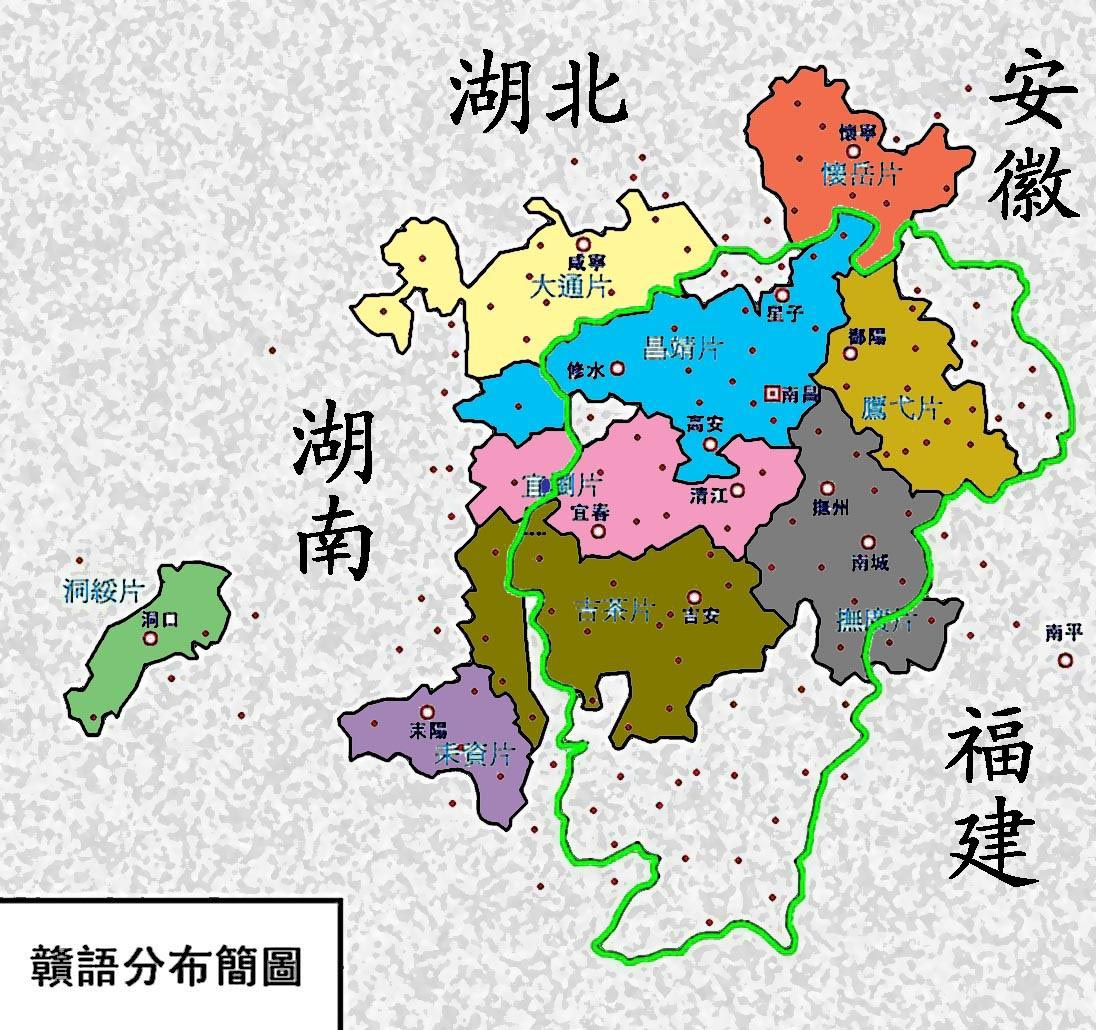
Идиом/диалект гань и карта границ провинции Цзянси

Провинцию Цзянси можно четко разделить на несколько лингвистических областей. Гань является основным языком Цзянси, на нём говорят около двух третей населения. На хакка говорят около одной шестой части населения, в основном на юге и в уезде Тунгу на северо-западе Цзянси. В городе Цзюцзян разговаривают на цзянхуайском диалекте севернокитайского языка. В городских округах Чжангун и Синьфэн города Ганьчжоу разговаривают на юго-западном диалекте севернокитайского языка. В уездах Уюань, Фулян и Дэсин разговаривают на хуэйском диалекте. В уездах Юшань, Гуансинь, Гуанфэн и Дэсин города Шанжао используют уский идиом/диалект. На северо-востоке провинции Цзянси имеется множество лингвистических островов южноминьских диалектов.

### Религия
Преобладающими религиями в Цзянси являются китайские народные религии, даосские традиции и китайский буддизм. Согласно опросам, проведенным в 2007 и 2009 годах, 24,05 % населения почитают предков, а 2,31 % населения идентифицируют себя как христиане. В отчётах не приводятся данные по другим конфессиям; 73,64 % населения могут быть либо нерелигиозными, либо поклоняться божествам природы, исповедовать буддизм, конфуцианство, даосизм, а также причислять себя к народным религиозным сектам.
| - Даосский алтарь в Чжоучжуане. - Буддийский храм в Наньчуне. |

## Административное деление
Провинция Цзянси делится на одиннадцать городских округов:
| Карта | #           | Русское название | Китайское название | Пиньинь         | Тип |
| ----- | ----------- | ---------------- | ------------------ | --------------- | --- |
|       |             |                  |                    |                 |     |
| 1     | Наньчан     | 南昌市           | Nánchāng Shì       | городской округ |     |
| 2     | Фучжоу      | 抚州市           | Fǔzhōu Shì         | городской округ |     |
| 3     | Ганьчжоу    | 赣州市           | Gànzhōu Shì        | городской округ |     |
| 4     | Цзиань      | 吉安市           | Jí'ān Shì          | городской округ |     |
| 5     | Цзиндэчжэнь | 景德镇市         | Jǐngdézhèn Shì     | городской округ |     |
| 6     | Цзюцзян     | 九江市           | Jiǔjiāng Shì       | городской округ |     |
| 7     | Пинсян      | 萍乡市           | Píngxiāng Shì      | городской округ |     |
| 8     | Шанжао      | 上饶市           | Shàngráo Shì       | городской округ |     |
| 9     | Синьюй      | 新余市           | Xīnyú Shì          | городской округ |     |
| 10    | Ичунь       | 宜春市           | Yíchūn Shì         | городской округ |     |
| 11    | Интань      | 鹰潭市           | Yīngtán Shì        | городской округ |     |

## Вооружённые силы
В Наньчане расположены штаб 14-й истребительной авиадивизии и Наньчанское училище сухопутных войск; в Цзиндэчжэне — штаб 612-й ракетной бригады; в Шанжао — штаб 613-й ракетной бригады; в Ганьчжоу — штаб 616-й ракетной бригады; в Ичуне — штаб 635-й ракетной бригады.

## Экономика
По итогам 2021 года объем цифровой экономики провинции Цзянси вырос на 19,5 % в годовом исчислении и достиг 1,04 трлн юаней (154 млрд долл. США).

## Транспорт

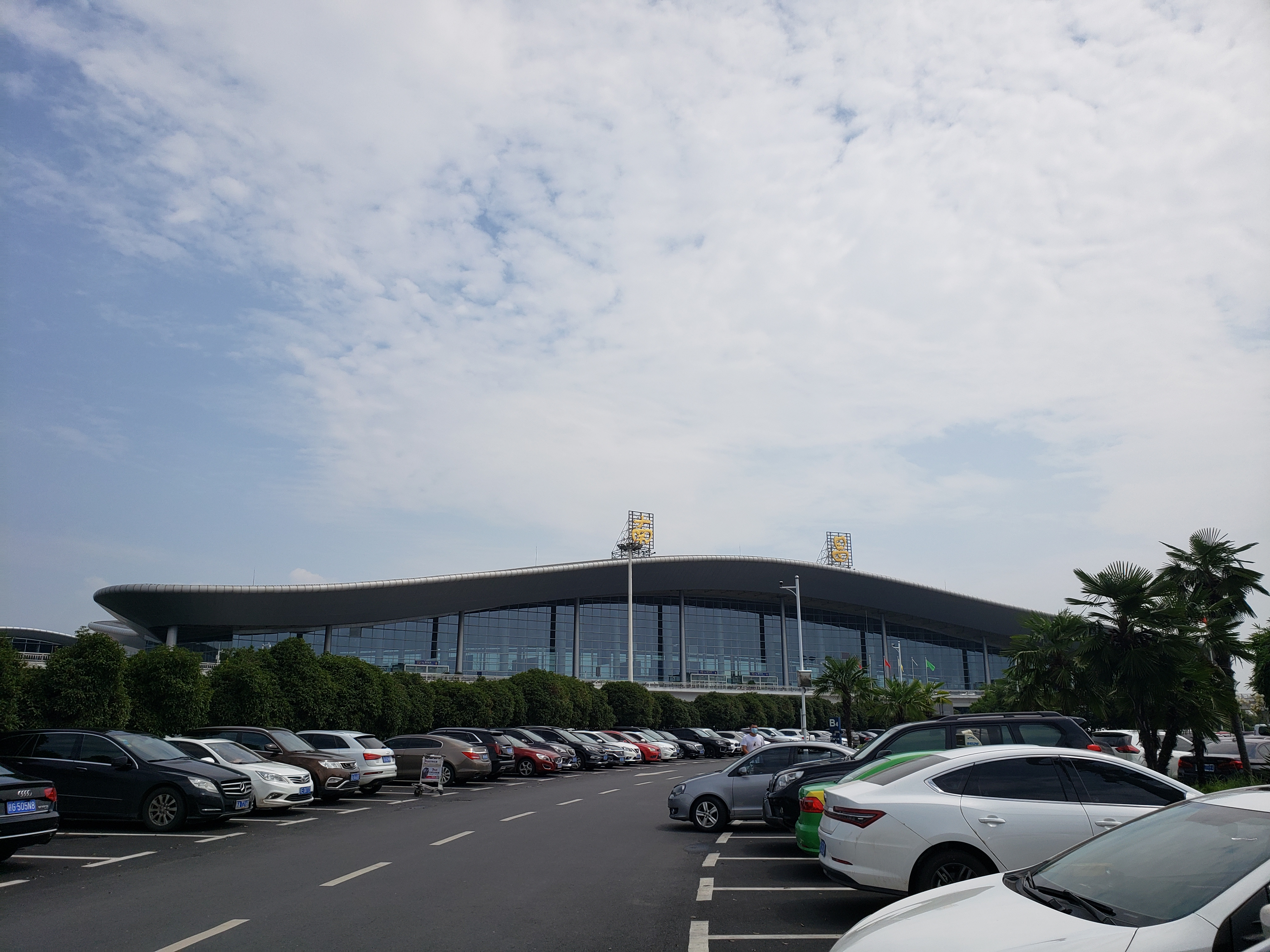
Аэропорт Наньчан Чанбэй

В 2020 году в рамках международных перевозок количество грузовых поездов из провинции Цзянси составило 1700. В частности, число отправлений грузовых поездов между провинцией Цзянси и Европой достигло 369. В 2020 году также был открыт Наньчанский авиационный грузовой транспортный узел, грузооборот аэропорта Чанбэй (Наньчан) составил 77 тыс. тонн, увеличивавшись на 297% в годовом исчислении.

## Культура
Объектами всемирного наследия ЮНЕСКО на территории провинции Цзянси являются национальный парк Лушань, горы Уишань, национальный парк Саньциншань и объекты в составе ландшафтов Данься: Гуйфэн и Лунхушань.

Китай — большая страна. Здесь все большое: большие небоскребы, большие города, большие пространства. Вот и недавно изваянный Будда в провинции Цзянси получился у китайцев очень большим: это самая большая подобная статуя в мире. Её длина — 416 метров, а высота — 68. Большие дела ждут Поднебесную в новом веке — напоминает этот Будда всем, кто его видит— «Огонёк», № 42, 2004 г.
.

## Наука

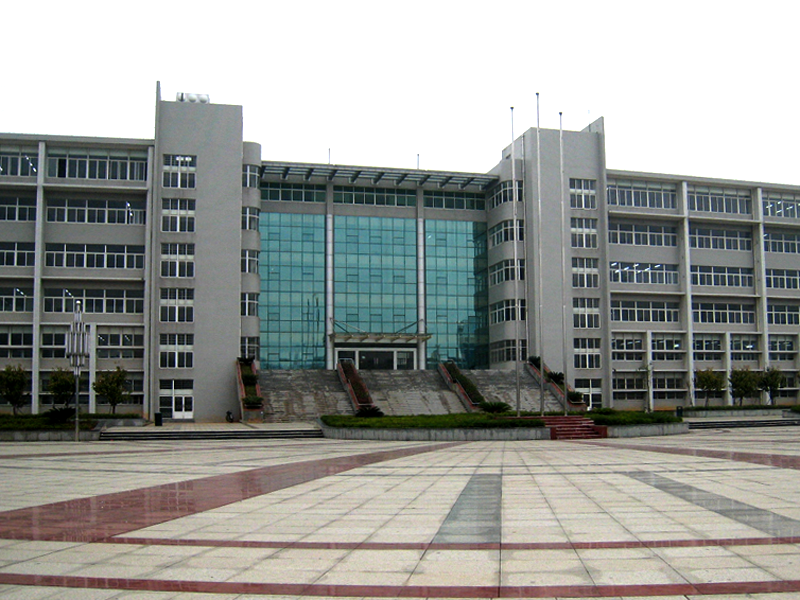
Сельскохозяйственный университет Цзянси

Ведущими научно-исследовательскими учреждениями провинции Цзянси являются Наньчанский университет (Наньчан), Первая, Вторая и Третья аффилированные больницы Наньчанского университета (Наньчан), Сельскохозяйственный университет Цзянси (Наньчан), Педагогический университет Ганьнань (Ганьчжоу), Педагогический университет Цзянси (Наньчан).